# 道の駅てしお
道の駅てしお（みちのえき てしお）は、北海道天塩郡天塩町にある道の駅である。国土交通省から防災道の駅に選定されている。
かつての国鉄羽幌線の線路跡を流用し建設された天塩バイパス沿いに位置している。北方200mほど先にある交差点にはかつて国鉄天塩駅があった。

## 主な施設
- 駐車場
  - 普通車：43台
  - 大型車：6台
  - 身障者用：4台
- トイレ （いずれも24時間利用可能）
  - 男：大 2器、小 5器
  - 女：5器
  - 身障者用：1器
- 公衆電話：2台
- 観光案内所
- 売店
  - 営業時間：10:00 - 18:00（5月 - 10月）、10:00 - 17:00（11・12・4月）、10:00 - 15:00（1月 - 3月）
- レストラン
  - 営業時間：11:00 - 18:00（5月 - 10月）、11:00 - 17:00（11・12・4月）、11:00 - 15:00（1月 - 3月）
- 館内ギャラリー

## 休館日
- 毎週日曜日（1 - 4月）
- 年末年始（12月31日 - 1月5日）

## アクセス
- 国道232号
- 北海道道106号稚内天塩線

## 周辺
- てしお温泉夕映